# Guardatinajas (paroisse civile)
Pour les articles homonymes, voir Guardatinajas.
Guardatinajas est l'une des quatre paroisses civiles de la municipalité de Sebastián Francisco de Miranda dans l'État de Guárico au Venezuela. Sa capitale est Guardatinajas.

## Géographie

### Démographie
Hormis sa capitale Guardatinajas, la paroisse civile comporte plusieurs localités, dont :
- Guardatinajas
  - Cuatro Filos
- El Socorro de Portuguesa
- La Madrina
- La Romereña
- Los Caros
- Monte Oscuro